# Sympherobius pupillus
Sympherobius pupillus är en insektsart som beskrevs av Navás 1915. Sympherobius pupillus ingår i släktet Sympherobius och familjen florsländor. Inga underarter finns listade i Catalogue of Life.